# Покровська церква (Голосіївська пустинь)
Покровська церква  — православна церква в Голосіївській пустині на околиці Києва, збудована у 1845—1846 роках та зруйнована у 1950—60-х роках.

## Історія
З кінця XVIII століття, внаслідок секуляризації у 1793 році земель Києво-Печерської лаври, приписана до неї Голосіївська пустинь почала занепадати, проте в 1840-х роках її почав відроджувати київський митрополит Філарет (Амфітеатров), який дуже любив цю місцину. Частково своїм коштом, а також на пожертви графині Анни Олексіївни Орлової-Чесменської він почав будівництво мурованих келій, влаштував скит та огородив пустинь мурованою огорожею, а також на місці старого храму збудував нову муровану церкву на честь Покрови Пресвятої Богородиці. Її будівництво проходило у 1845—1846 роках (за іншими джерелами — у 1848—1850 роках), автором проєкту був єпархіальний архітектор Павло Спарро. Вже 28 липня 1846 року освятили храмовий престол Покрова Пресвятої Богородиці. Додатково у новій церкві облатували південний бічний вівтар на честь Трьох Святителів, а північний — на честь святого Іоанна Сочавського.
Це був тринавний однобанний цегляний тинькований храм із прибудованою дзвіницею, прямокутний у плані, в його архітектурі поєднувалися риси класицизму та нового на той час російсько-візантійського (псевдоросійського) стилю. Головна баня над вівтарною частиною стояла на гранчастому барабані із закомарами, увінчувалася світловим ліхтарем і маківкою. Західний фасад із бабинцем прикрашався трикутним фронтоном і завершувався шатровою дзвіницею із півциркульними дзвоновими прорізами, увінчаною маківкою та декорованою кокошниками. На південному та північному бічних фасадах було по два додаткові входи, прикрашених портиками із трикутними фронтонами. Іконостас в інтер'єрі церкви був двоярусним. В церкві зберігалася частинка мощей святого Іоанна Сучавського.
У 1855 році при церкві був похований шанований в Києві ієросхимонах Парфеній.
За радянських часів, у грудні 1927 року Покровську церкву закрили, роком раніше закрили й Голосіївську пустинь. Потроху монастирські будівлі почали розбирати на цеглу й остаточно зруйнували церкву в 1950-х—1960-х роках. Територію монастиря передали Сільськогосподарській академії.